# Mewar

Situation du Mewar en Inde

Le Mewar (मेवाड़  mévar), est une région du centre et du sud de l'État du Rajasthan, en Inde de l'Ouest. Elle inclut les districts actuels de Pratapgarh, de Bhilwara, de Chittorgarh, de Rajsamand et d'Udaipur. La région a été pendant des siècles un royaume rajput, qui devint plus tard un État princier lors du Raj britannique, l'empire britannique en Inde. Cet État a été gouverné par les rajputs Chattari des dynasties Guhilot et Sisodia pendant plus de 1 200 ans et a été créé il y a près de 1 500 ans (vers l'an 530). 
Le Mewar est entourée par la chaîne des Ârâvalli au nord-ouest, la région d'Ajmer au nord, la région Hadoti du Rajasthan à l'est, le Mâlvâ (État du Madhya Pradesh) au sud-est, et enfin le Gujarat et la région Vagad du Rajasthan au sud.

## Histoire
Le Mewar constitua un État princier des Indes, dont la dernière capitale était la ville d'Udaipur. Dirigé pendant plusieurs siècles par des souverains qui portaient le titre de maharana, cet État subsista jusqu'en 1949, date à laquelle il fut intégré à l'État du Rajasthan de la nouvelle République de l'Inde.

## École de Mewar (Miniature Rajput)
Une des écoles miniatures de la province rājasthāni.

## Liste des maharanas
Liste des maharanas d'Udaipur (Mewar) de 1777 à 1949 :
- 1777-1828 : Bhim-Singh (1768-1828)
- 1828-1838 : Jawan-Singh (+1838)
- 1838-1842 : Sardar-Singh (1798-1842)
- 1842-1861 : Sarup-Singh (1815-1861)
- 1861-1874 : Sambhu-Singh (1847-1874)
- 1874-1884 : Sujjan-Singh (1859-1884)
- 1884-1930 : Fateh-Singh (1849-1930)
- 1930-1949 : Bhupal-Singh (1884-1955)